# Krankšvester
Krankšvester je hrvatski hip hop sastav iz Osijeka. Članovi sastava su 3ki Stil (kasnije 3ki) (Davor Miletić) i Sett (Hrvoje Marjanović).
Poznati su po namjerno vulgarnim, provokativnim, satiričnim i sarkastičnim tekstovima, najčešće o seksu.
Najveći uspjeh su postigli s underground hitom "Gaber" iz 2017. godine.
Dobitnici su 29. Porina za najbolji album hip-hop glazbe 2022. godine.

## Diskografija

### Studijski albumi
- Krankšvester I (2010.)[1]
- Krankšvester II (2012.)
- Krankšvester III (2014.)
- Krankšvester BONUS (Švester je istina) (2016.)
- Krankšvester IV (2017.)
- Krankšvester V. (2021.)
- Dobri Dečki (2024.)

### Kompilacije
- Krankšvester BOX (2016.)

### Solo albumi
3ki Stil
- Cirkus (2006.)[6]
- U potrazi za nekim čankirom (2008.)[7]
- Tvrda Stolica (s Phezz Beatz) (2010.)[8]

Sett
- Demo za demos (2000.)
- ...Izmi (2001/2002.)[9]
- Dnevnik dvorske lude (2006.)
- Vodič kroz život za bezbrižne (2009.)[10]
- Antiklimaks I (2012.)[11]
- Antiklimaks II (2012.)[12]

## Vanjske poveznice
- "Gaber" na YouTubeu
- Krankšvester na Bandcamp-u
- Diskografija na Discogs-u